# Parafia Najświętszej Maryi Panny Królowej Polski w Napiwodzie
Parafia Najświętszej Maryi Panny Królowej Polski w Napiwodzie – parafia rzymskokatolicka znajdująca się w archidiecezji warmińskiej, w dekanacie Nidzica.